# Svärdens väktare
Svärdens väktare (på ryska: "Хранитель Мечей"), även känd som "Rämnans krönikor" (på ryska: "Летописи Разлома") är en fantasybokserie skriven av Nick Perumov. Serien är i originalspråk på ryska och består av åtta band och tre noveller. Den svenska utgåvan omfattar tolv böcker och ges ut av förlagen Ersatz och Coltso.

## Handling
Kerr Laeda, som är född i magikernas Dal, rymmer i jakt på äventyr. Han kommer till Melinvärlden, där han blir Grå förbundets spion under det antagna namnet Fess. Han deltar på kejsarens sida i inbördeskriget som utbryter i Melin, och lyckas komma över gnomernas och dankerfolkets artefakter: Diamantsvärdet och Träsvärdet. Deras sammanstötning slungar Fess till den slutna världen Evial, där han drabbad av minnesförlust får namnet Kattugglan och blir nekromantiker. Snart blir han förföljd av inkvisitionen, som anser att han är den blivande Förintaren, enligt profetian. Men de mörka krafernas anhängare vill däremot driva honom i en annan riktning...

## Seriens delar

### Svensk utgåva
Svärdens väktare

1. Diamantsvärdet och träsvärdet 1 (september 2006, ISBN 978-91-88858-29-0, översättare: Britt-Marie Ingdén-Ringselle)
2. Diamantsvärdet och träsvärdet 2 (september 2007, ISBN 978-91-88858-38-2, översättare: Britt-Marie Ingdén-Ringselle)
3. Nekromantikerns födelse (april 2008, ISBN 978-91-88858-48-1, översättare: Maxim Grigoriev)
4. Nekromantikerns irrfärder[a][2](november 2008, ISBN 978-91-88858-64-1, översättare: Maxim Grigoriev)
5. Nekromantikerns flykt[b][3](april 2009, ISBN 978-91-88858-77-1, översättare: Britt-Marie Ingdén-Ringselle och Ola Wallin)
6. Nekromantikerns ensamhet del 1 (maj 2010, ISBN 978-91-88858-89-4, översättare: Ola Wallin och Kajsa Öberg Lindsten)
7. Nekromantikerns ensamhet del 2 (april 2011, ISBN 978-91-86437-08-4, översättare: Britt-Marie Ingdén-Ringselle)
8. Nekromantikerns krig 1: Debut (juli 2012, ISBN 978-91-86437-16-9, översättare: Maxim Grigoriev)
9. Nekromantikerns krig 2: Mittelspiel (augusti 2013, ISBN 978-91-86437-59-6, översättare: Britt-Marie Ingdén-Ringselle)
10. Nekromantikerns krig 3: Endspiel (december 2014, ISBN 978-91-87219-78-8, översättare: Maxim Grigoriev)
11. Nekromantikerns krig 4: Final del 1 (juli 2015, ISBN 978-91-87893-03-2, översättare: Britt-Marie Ingdén-Ringselle)
12. Nekromantikerns krig 5: Final del 2 (november 2016, ISBN 978-91-87893-10-0, översättare: Britt-Marie Ingdén-Ringselle)

### Ryska originalutgåvan
Летописи Разлома (Letopisi Razloma Rämnans krönikor)
- Алмазный Меч, Деревянный Меч (Almaznyj metj, Derevjannyj metj Diamantsvärdet och Träsvärdet 1 och 2, 1998) I två delar
- Дочь Некроманта (Dotj nekromanta Nekromantikerns dotter, 1999)[4]

Хранитель Мечей (Chranitel metjej Svärdens väktare)
- Рождение Мага (Rozjdenije maga Nekromantikerns födelse, 1999)
- Странствия Мага (Stranstvija maga Nekromantikerns irrfärder och Nekromantikerns flykt, 2000) I två delar
- Одиночество Мага (Odinotjestvo maga Nekromantikerns ensamhet 1 och 2, 2001) I två delar

Война Мага (Vojna maga Nekromantikerns krig)
- Дебют (Debjot Debut', 2003)
- Миттельшпиль (Mittelsjpil Mittelspiel, 2004)
- Эндшпиль (Endsjpil Endspiel, 2006)
- Конец Игры (Konets igry Final del 1 och 2, 2006) I två delar

#### Den förtrollade skogen
Perumov har skrivit två noveller som anknyter till händelserna i Rämnans krönikor. De finns än så länge inte översatta till svenska:
1. Вернуть Посох (Vernut posoch Återlämna [eller Återta] staven, 1999)
2. Эльфийская Стража, или Лемех и Борозда (Elfijskaja strazja ili Lemech i Borozda Alvgardet, eller plog och fåra) - utkom genom fundraising 25 mars 2014, ISBN 978-5-699-70845-1 (på ryska)

### Fortsättningen på Svärdens väktare eller Rämnans krönikor och Gudarnas undergång
Från 2012 har Nick Perumov skrivit den länge efterlängtade fortsättningen på Gudarnas undergång och Svärdens väktare eller Rämnans krönikor (de är ännu inte översatta till svenska):
- Гибель Богов 2 Книга 1: Память пламени (Gibel bogov 2 Kniga 1: Pamjat plameni Gudarnas undergång 2 Bok 1: Flammans minne, augusti 2012)
- Гибель Богов 2 Книга 2: Удерживая небо (Gibel bogov 2 Kniga 2: Uderzjivaja nebo Gudarnas undergång 2 Bok 2: Bevara himlen, september 2012)
- Гибель Богов 2 Книга 3: Пепел Асгарда (Gibel bogov 2 Kniga 3: Pepel Asgarda Gudarnas undergång 2 Bok 3: Asgårds aska, september 2014)
- Гибель Богов 2 Книга 4: Асгард Возрождённый (Gibel bogov 2 Kniga 4: Asgard Vozrozjdennyj Gudarnas undergång 2 Bok 4: Asgårds pånyttfödelse, april 2015)
- Гибель Богов 2 Книга 5: Хедин — враг мой. Том 1. Кто не с нами... (Gibel bogov 2 Kniga 5: Chedin - vrag moj Tom 1. Kto ne s nami Gudarnas undergång 2 Bok 5: Hedin - min fiende. del 1: Den som inte är med oss... november 2015 ISBN 978-5-699-85020-4)
- Гибель Богов 2 Книга 5: Хедин — враг мой. Том 2. ...Тот против нас! (Gibel bogov 2 Kniga 5: Chedin - vrag moj Tom 2. ...Tot protiv nas! Gudarnas undergång 2 Bok 5: Hedin - min fiende. del 2: ...är emot oss! 2016 ISBN 978-5-699-85773-9)
- Гибель Богов 2 Книга 6: Прошедшая вечность (Gibel bogov 2 Kniga 6: Prosjedsjaja vetjnost Gudarnas undergång 2 Bok 6: Förgången evighet 2018)
- Гибель Богов 2 Книга 7: Орёл и Дракон (Gibel bogov 2 Kniga 7: Orjel i drakon Gudarnas undergång 2 Bok 7: Örnen och draken 2018)
- Гибель Богов 2. Книга 8: Душа Бога. Том 1 (Gibel Bogov 2 Kniga 8: Dusja Boga. Tom 1 Gudarnas undergång 2 Bok 8: Gudens själ, del 1, 2020)
- Гибель Богов 2. Книга 9: Душа Бога. Том 2 (Gibel Bogov 2 Kniga 9: Dusja Boga. Tom 2 Gudarnas undergång 2 Bok 9: Gudens själ, del 2, 2022)